# Speelobjecten Iepenplein
De Speelobjecten Iepenplein is een kunstwerk annex toegepaste kunst in Amsterdam-Oost.
Het kunstwerk bestaat uit vier stenen plastieken die op het Iepenplein liggen. Kunstenares Lobke Alkemade ontwierp voor landschapsarchitectenbureau Handle with Care vier objecten van geslepen natuursteen. Deze objecten kunnen gezien worden als speelobjecten voor kinderen uit de buurt (ontdekkend spelen), maar tevens als kunstzinnige zitbanken. Handle with Care was betrokken bij de herinrichting van straten en pleinen in de Oosterparkbuurt begin 21e eeuw.
De stenengroep kwam op de plaats te liggen van een afgebroken elektriciteitshuisje. Aan de noordzijde van de groep staat een deel van het kunstwerk Rode pylonen van Hendrik Jan van Herwijnen.